# Ulak Embacang
Ulak Embacang is een bestuurslaag in het regentschap Musi Banyuasin van de provincie Zuid-Sumatra, Indonesië. Ulak Embacang telt 1941 inwoners (volkstelling 2010).